# Велотренажер

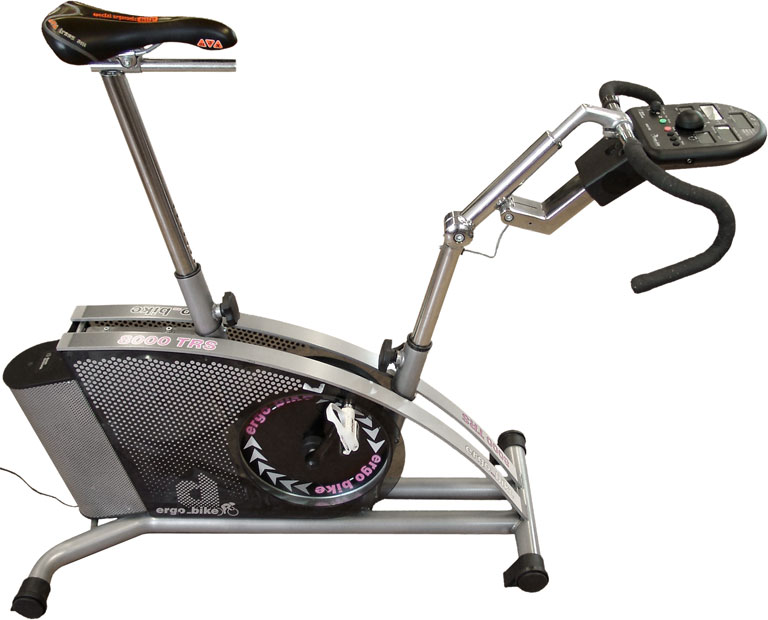
Велотренажер

Велотренажéр — імітатор велосипеда, призначений для тренувань. 
Найпростіший велотренажер — ремінний. Навантаження регулюється за рахунок натягнення ременя, що охоплює маховик. Такому тренажеру властива також деяка нерівномірність навантаження, що шкодить суглобам.
Для тренувань з великими навантаженнями застосовуються тренажери із захопленням колодки диска. Нерівномірність навантаження практично відсутня. Проте фрикційні тренажери створюють шум від тертя.
Магнітні тренажери створюють навантаження за рахунок постійних магнітів. Величина навантаження регулюється переміщенням магнітів до маховика. Нерівномірності навантаження практично немає, але саме навантаження невелике.
Електромагнітні тренажери (ергометри) не мають магнітів, що рухаються, оскільки величина навантаження регулюється величиною струму, що проходить по обмотці електромагнітів. Вони є найточнішими при підрахунку статистики тренування, однак вимагають підключення до електромережі.
Велостанки застосовуються для тренувань спортсменів.